# M. Collier Ross

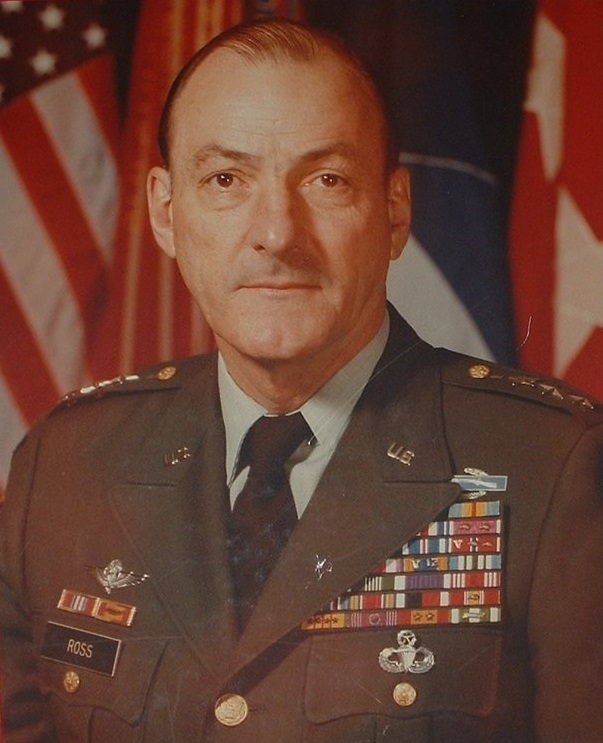
Generalleutnant M. Collier Ross

Marion Collier Ross (* 24. Januar 1927 in Moberly, Randolph County, Missouri; † 8. Februar 2003 in Atlanta, Georgia) war ein General der US Army, der zuletzt zwischen 1982 und 1983 Kommandierender General der Dritten US-Armee (Third US Army) war.

## Leben
Ross, Sohn von Marion Hunter Ross und dessen Ehefrau Irene Collier Ross, begann nach dem Schulbesuch eine Offiziersausbildung an der US Military Academy in West Point, die er 1949 als Leutnant der Infanterie abschloss. In den folgenden Jahrzehnten fand er Verwendung in verschiedenen Einheiten der US Army und nahm als Oberst im Vietnamkrieg teil, wofür er mit einem Silver Star geehrt wurde. Im weiteren Verlauf des Vietnamkrieges war er zwischen 1971 und 1972 Kommandeur der 173. Luftlandebrigade (173rd Airborne Brigade) und erhielt für seine Verdienste in dieser Verwendung einen Legion of Merit. Danach war er von 1972 bis 1973 stellvertretender Kommandierender General der 101. Luftlandedivision (101st Airborne Division) und bekam für seine Leistungen einen Bronzenen Eichenblattzweig anstelle eines zweiten Legion of Merit verliehen. Nach weiteren Verwendungen fungierte er von 1978 bis 1979 als Kommandierender General des in Südkorea stationierten I. Korps (I Corps) und wurde für seine Leistungen mit einem weiteren Bronzenen Eichenblattzweig anstelle eines dritten Legion of Merit ausgezeichnet.
Generalleutnant Ross war danach zwischen 1979 und 1982 stellvertretender Kommandierender General des in Fort McPherson stationierten Heeresstreitkräftekommandos FORSCOM (US Army Forces Command), für die Ausbildung, Mobilisierung, Aufstellung, Unterstützung, Transformation, und Neuorganisation der konventionellen Kräfte der US Army. Im Anschluss wurde er am 1. Dezember 1983 Kommandierender General der wieder in Dienst gestellten Dritten US-Armee (Third US Army) und verblieb auf diesem Posten bis zu seinem Ausscheiden aus dem aktiven Militärdienst am 20. Juli 1983, woraufhin Generalleutnant William J. Livsey seine Nachfolge antrat. Für seine Verdienste um die nationale Sicherheit und die Verteidigung der USA in dieser Zeit wurde ihm die Defense Distinguished Service Medal sowie die Army Distinguished Service Medal verliehen.
Ross, der bis zu deren Tod 2000 mit Ann Sylvester Ross verheiratet war, wurde nach seinem Tode auf dem Post Cemetery des US Army Infantry Center von Fort Benning bestattet.

## Auszeichnungen
Auswahl der Auszeichnungen, sortiert in Anlehnung der Order of Precedence of Military Awards:
- Defense Distinguished Service Medal
- Army Distinguished Service Medal
- Silver Star
- Legion of Merit (3×)